# Saxon Drive 78
Saxon Drive 78 (deutsch „Sachsenschwung“) war ein US-amerikanisches, deutsches, und niederländisches FTX-Herbstmanöver im Herbst 1978 in Niedersachsen.

## Truppengliederung
Die Übungstruppe BLAU setzte sich wie folgt zusammen:
- Stab 1. NL-Division, Schaarsbergen
  - 11. NL-Infanteriebrigade, Schaarsbergen
  - 41. NL-Panzerbrigade, Seedorf (In Phase II bei GRÜN)
- 2nd US-Armored Division, Garlstedt (Fwd)
  - 3rd Brigade
- Panzeraufklärungsbataillon 3, Lüneburg

GRÜN gliederte sich wie folgt:
- Stab, 4. NL-Division/4e Divisie, Harderwijk
  - 42. NL-Infanteriebrigade, Assen
  - Teile NL-Panzeraufklärungsbataillon 103/103 Verkenningsbataljon
  - NL-Feldartilleriegruppe 102
  - NL-Feldartilleriegruppe 103 (In Phase II bei BLAU)

REFORGER–Truppen für GRÜN:
- 4th US-Infantry Division (Mech.), Fort Carson, Colorado
  - 1st Brigade als REFORGER-Verstärkung aus den USA nach Europa verlegt

Beide Parteien wurden durch Korpsversorgungstruppen unterstützt.
Leitungs- und Schiedsrichterdienst stellten Teile der Korpstruppen, das 111. NL-Spionageabwehr-Detachement, Teile Psychologisches Verteidigungsbataillon 2 der Bundeswehr (PSV-Bataillon 2, Clausthal-Zellerfeld) und Heeresfliegerkommando 1 (HFlgKdo 1).

## Umfang
Vorübung dazu war „Inter Action 77“. Saxon Drive 78 unter der Übungsleitung des I. NL-Korps fand vom 18. bis 29. September 1978 im Raum Bremen, Diepholz, Minden, Hannover, Wolfsburg und Lüneburg. An der Heeresübung nahmen 35.000 Soldaten (44.000 niederländische, 7.500 US-amerikanische und 1.500 Bundeswehr-Soldaten), 7.000 Rad- und 2.300 Kettenfahrzeuge teil.

## Ablauf
Der Ballungsraum war das Gebiet zwischen Weser und Bergen-Hohne/Munster. Die Gefechtsübung fand zwischen 18. und 28. September 1978 mit Rückmarsch am 29. September 1978.
Ausgangslage GRÜN: Am 18. September 1978 nimmt die 2. Armee GRÜN den Raum entlang Elbe-Ilmenau-Elbe-Seitenkanal mit dem Ziel, Gewässerübergänge zwischen Bremerhaven und Minden zu erzwingen und westlich der Weser einen Brückenkopf zu bilden. Ausgangslage BLAU: Es konnte davon ausgegangen werden, dass GRÜNLAND in der Lage war, ohne längere Vorbereitungszeit einen Angriff zu beginnen. Daher hatte BLAU am 18. September 1978 Verteidigungsstellungen westlich der Weser einzunehmen. Sie hatten den Auftrag, die Übergänge von Weser, Aller und Leine zu verteidigen und den neutralen Sektor mit Späheinheiten zu überwachen. Zu halten war die Linie Ilmenau-Elbe-Seitenkanal.
Saxon Drive 78 untergliederte sich wie folgt:
- Übungsphase I: 19. bis 23. September 1978. GRÜN griff Richtung Verden an. BLAU verzögerte und führte Kräfte nach.
- Übungsphase II: 23. bis 25. September 1978. Übungsunterbrechung mit Umgruppierung der Truppen.
- Übungsphase III: 25. bis 28. September 1978. BLAU führte Gegenangriff Richtung Lüneburg. Dabei wurde GRÜN komplett zurückgedrängt.

Über die Weser wurde erstmals eine Ribbon Bridge und über die Ilmenau bei Jastorf eine M60 AVLB-Brücke geschlagen. Luftwaffenunterstützung erfolgte im Rahmen der alliierten NATO-Übung „Cold Fire 78“. Des Weiteren kamen 128 Hubschrauber zum Einsatz.
Für zwei Tage verlegten Kampftruppen nach Bergen-Hohne, um dort Gefechtsschießen abzuhalten. Als Manöverbilanz wurden bei Unfällen drei Personen getötet und 10 schwer verletzt. Offizielle Gäste der Übung waren Kronprinzessin Beatrix und Prinz Claus vom niederländischen Königshaus. In Braudel, wo 1.500 Soldaten mit 250 Fahrzeugen lagen, veranstaltete die US-Army einen „Tag der offenen Tür“. Das Wetter während Saxon Drive 78 war überwiegend trocken, erst in Phase III der Übung kam es zu Niederschlägen.

## Medien
- Die großen Übungen der Bundeswehr 2. DVD. Breucom-Medien, 2011, ISBN 978-3-940433-33-6.